# Església de la Mare de Déu de Gràcia (L'Énova)
L’església de la Mare de Déu de Gràcia de l'Énova, a la Ribera Alta, és un temple catòlic datat del segle xviii, catalogat com a Bé de Rellevància Local, en la categoria de Monument de interès local, amb la denominació d’església Parroquial de la Mare de Déu de Gràcia, mitjançant una declaració genèrica de la Generalitat Valenciana, amb codi: 46.119-9999-000004, des de l’onze de juny de 1998 (DOCV Núm. 5.449 / 13.02.2007)

## Història i descripció
L’edifici inicial fou construït damunt les ruïnes d'una antiga alqueria principal del reg de la Séquia Comuna, que estaria associada a la necròpoli dels Alters, dels segles xi i xii; la qual tenia al seu temps una mesquita major del que aleshores eren les alqueries del Pla d’Énova, i es dugué a terme la seua reedificació entre 1720 i 1753.
Aquesta necròpolis dels Alters, dels segles XI-XIII es trobava molt a prop del lloc on s'alçava la mesquita, on l’any 1248, el mateix Jaume I converteix en l’església de Santa Maria de Gràcia, al col·locar al lloc més prominent de la mesquita una imatge de la Mare de Déu (normalment un quadre o un díptic, en ocasions un altaret de campanya), al temps que es produeix la fundació de la pobla feudal anomenada l’Énova dels Cristians. En el moment de la seua fundació l’advocació era l’Assumpció de la Mare de Déu. L'antiga imatge de la Verge fou reemplaçada més tard per una escultura gòtica, que continua venerant-se al temple i que fou coronada l'any 1950.
Existeix documentació de la rectoria de Santa Maria de l’Énova en els llistats de recaptació del delme de l’Arquebisbat de València dels anys 1279 i 1280, i en diferents pergamins dels anys 1295-1316, quan era rector mossén Pere Hilari, que ascendiria després al càrrec de vicari forà (mena de bisbe auxiliar) de València.
Com a edifici es pot descriure com tardo-romànic del segle xiii, exemple d’església de conquesta, que acabaria sent reemplaçada segles després per l’actual immoble, de dimensions majors. Aquest primer edifici degué tindre planta rectangular, amb una sola nau amb murs de tàpia, amb contraforts. No presentava capelles laterals. El sostre seria de fusta a dos aigües. Respecte a la seua ubicació, debía estar situada transversalment a l'actual i ocuparia només el que són actualment els peus de la nau de l'edifici actual.
Com que l'Énova i els altres pobles que utilitzaven l'església patiren les crisis epidèmiques, entre altre problemes, la població no va créixer el suficient com per fer necessària una niova església, per la qual cosa fins a la dècada de 1680, no es plantejaren ni treballs de restauració de la típica església de conquesta que tenien. Així en eixe any es renovà la coberta del temple.
Ja encetat el segle xviii, al voltant de la dècada de 1720, comencen els esforços per alçar una nova església que volien fóra d'estil classicista amb un gran campanar. Durant la següent dècada, 1730, és quan més es va accelerar la construcció.
L'interior de l'església havia de presentar com a decoració frescos, la majoria d'estil barroc i en la volta de l'esgésia, obra d'un pintor anomenat "Pollença", que sembla que fou o deixeble o seguidor de l'escola de Palomino.
Presenta una capella de la Comunió data del 1828, i el seu presbiteri s'eixamplà el 1949.
A l’any 2000 es feren treballs i aparegué en el subsòl de la capella dels Sants de la Pedra (que corresponia amb l’antic corredor d’accés al fossar medieval) una estela sepulcral llavorada en pedra calcària de la pedrera dels Quatre Camins, anomenada també Llosar dels Francs, per estar situada a la partida dels Francs. Es tracta d’un monòlit amb peu atalussat que suporta un cercle o disc solar, amb una creu grega inscrita. Els experts consideren que deu tractar-se de la marca del punt de soterrament d’algun rector, batle o personatge important de l’època, i amb probabilitat data del segle xiii, època de transició entre el romànic i el gòtic.
Segons la informació que es té de la visita pastoral que es feu el 1401, l’antiga església medieval presentava un altar major presidit per la Mare de Déu de Gràcia i un lateral consagrat a sant Pere apòstol, a més hi havia una gran caixa de pi que contenia els llibres, induments litúrgics i objectes d’argent.
Destaquen les pintures de la volta de la Capella de la Comunió, obra de Remigio Soler Tomás, artista d'Agres, realitzades alvoltant de 1950.

## La imatge de la Mare de Déu de Gràcia
Segons la tradició, ja en temps de la dominació musulamana, la població original de la zona de les Alqueries d'Énova, mantenien la seu devoció a la Mare de Déu sota la advocació de "Gràcia". Es suoposa que els creients realitzaven les seues oracions a la Verge en una xicotet santuari, en el que disposaven d'un quadre amb una imatge de la Mare de Déu. Al arribar el rey JaumeI, es traslladà aquesta humil imatge del santuari a l'església actual, que en aquell moment era la mesquita major de la zona.
Es tracta d'una escultura en marbre policromat, estil gòtic pertanyent a l'escola valenciana, amb 120 quilos de pes i 1,18 metres d'altura. La escultura representa a la Mare de Déu de peus, amb el cos lleugeremante inclinat per poder recoltzar al maluc al Nen Jesús, figura que porta un pardalet entre les mans.
Durant el conflicte bèlic l'escultura estigué amagada a la Casa Consistorial, amb la col·laboració de Vicent Canet Vidal, alcalde en aquell moment. L'any 1937 es traslladà al Museu Municipal de Belles Arts de Xàtiva, per protegir-la pel seu valor artístic, segons el director del museu en eixa època, Sarthou Carreres. l'any 1938 la imatge havia de ser traslladada a Barcelona pel seu posterior enviament a l'extranjer, però al ser tallada la comunicació amb Barcelona, va haver de romandre al museu de Xàtiva fins al final de la guerra.
L'any 1948 es començaren els tràmits per nomenar a la Mare de Déu de Gràcia patrona de l'Énova, el Papa Pius XII declarà i confirmà a la Mare de Déu de Gràcia com a santa patrona del poble el 12 de novembre de 1948.
El 15 de gener de 1950, Pius XII va decretar que l'escultura s'adornada amb corona d'or, tant la figura de la Mare de Déu de Gràcia com el Nen Jesús que porta a braços. Las coronas fueron obra de l'orfebre de València José David. Al final es van encarregar dos corones i una aurèola, els materials emprats per a la seua confecció foren or, plata i pedreria amb joies incrustades. La coronació fou l'1 d'octubre de 1950, en una cerimònia presidida per l'arquebisbe de València Marcelino Olaechea Loizaga.

## El campanar
L’església compta amb una torre campanar, datat del segle xix, amb planta quadrada i tres cossos decreixents, a l'estil barroc; que está situat en un dels laterals de la façana principal.
El primer cos s'eleva sobre un basament de pedra, i està decorat amb pintura que imita carreus de pedra i presenta dos espitlleres en un dels laterals que dona il·luminació a l’escala del interior, edificada “a la castellana”, és a dir, recorrent el perímetre interior de la torre.
Les campanes es situen al segon cos, en quatre finestres emmarcades per pilastres amb motllura als arcs i inscrita dins d’un rectangle.
El tercer cos té dos altures, les dos amb balustrada i cornisa. La primera compta amb quatre finestres, emmarcades amb pilastres toscanes i arcs en diagonal; mentre que la segona té uns òculs, emmarcats també per pilastres.
El campanar presenta com a remat una coberta a quatre aigües i creu amb penell.
La torre campanar presenta a més un rellotge (que està parat) al que s'accedeix a través d’una porta que es troba abans de la sala de les campanes, a la que s'arriba per una escala de caragol. La sala té volta de forn i en la sala hi ha una escaleta per arribar al tercer cos.
Les campanes actuals, que substitueixen les perdudes a l’estiu de 1936, durant la Guerra Civil; es mecanitzaren al voltant dels anys 60 del segle xx, i en són tres, les quals tenen truges de ferro de la casa Roses, i a més hi ha un campanó.
La campana menor té una truja de fusta en bon estat, mentre que les campanes majors es troben en pitjor estat de conservació.
La tercera campana, refosa en 1984, es dedica al Crist de la Salut. La mitjana (fosa per Manuel Roses Vidal) es dedica a Sant Felip Neri, patró del municipi. La campana gran, refosa pels germans Roses de Silla en 1961, es dedica a la Mare de Déu de Gràcia, patrona i titular del temple parroquial.
Comptava el campanar amb una campana que estava datada de 1691, i que durant una processó de les festes de 1984 va caure a la plaça, trencant-se sense causar danys personals. La seua refosa es va encomanar a la foneria de Salvador Manclús del Grau de València.